# Visual Effects Society
Visual Effects Society (VES) er underholdningbranchens eneste organisation, der repræsenterer den fulde bredde af visuelle effekter praktiserende herunder kunstnere, teknologer, modelbeslutningstagere, undervisere, studioledere, tilsynsførende, PR / markedsføringsspecialister og producenter inden for alle områder af underholdning fra film, tv og reklamer til musikvideoer og spil.